# Cappella del Miracolo del Sacramento
La cappella del Miracolo del Sacramento si trova nella chiesa di Sant'Ambrogio a Firenze. Decorata da sculture di Mino da Fiesole e da affreschi di Cosimo Rosselli, venne realizzata per conservare l'ampolla col sangue del Miracolo eucaristico di Firenze, avvenuto nel 1230.

## Storia

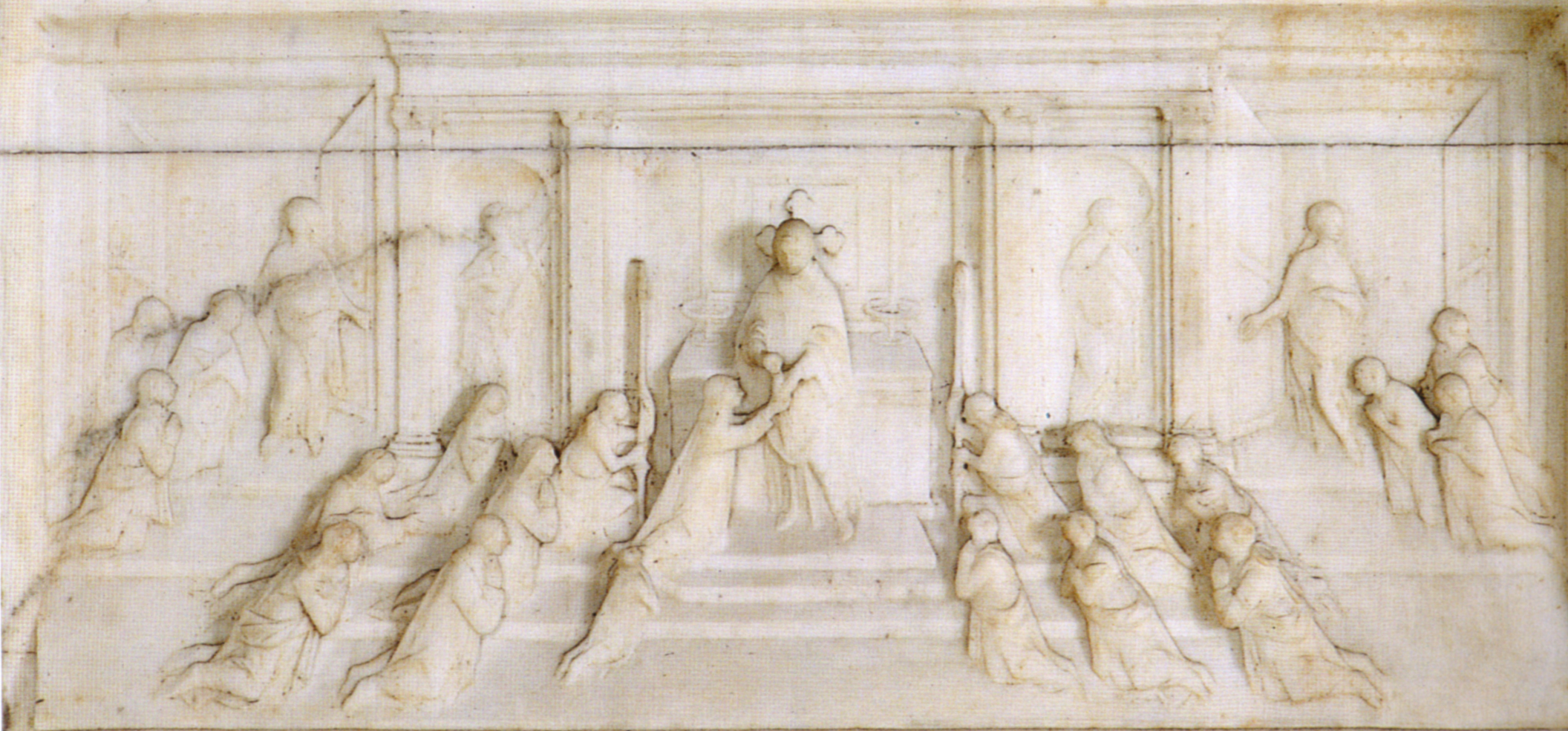
Mino da Fiesole, Uguccione affida la reliquia del miracolo alla badessa di Sant'Ambrogio

Il miracolo avvenne il 30 dicembre 1230, quando un anziano prete di nome Uguccione, dopo aver celebrato la messa, non asciugò accuratamente il calice, ritrovandovi il giorno dopo del sangue vivo frutto dell'incarnazione divina. Il miracoloso sangue venne messo in un'ampolla di cristallo e divenne oggetto fin da allora della devozione popolare. L'atteggiamento della Chiesa fiorentina fu scettico sull'avvenimento, infatti il vescovo Ardingo Foraboschi, recatosi subito alla chiesa, tenne nel palazzo vescovile l'ampolla per un anno per i dovuti accertamenti e solo in seguito, per intercessione dei frati francescani la fece tornare al suo posto. Anche il pontefice ebbe una reazione tiepida, garantendo solo tardive indulgenze (nel 1257 e nel 1266), ben diversamente dall'atteggiamento tenuto nei confronti del miracolo di Bolsena del 1266. La diversa disposizione ha anche ragioni politiche: i miracoli eucaristici infatti contraddicevano le posizioni eretiche di Catari e Patarini che, sebbene a partire da diversi presupposti teologici, negavano la presenza reale del corpo e del sangue di Cristo nell'eucaristia; e se si considera che l'eresia catara aveva numerosi simpatizzanti tra le famiglie ghibelline, è ovvio che avvenimenti del genere fossero trattati per lo meno con scetticismo durante il massimo prestigio delle loro fazioni, prima del 1266 (battaglia di Benevento, 26 febbraio).

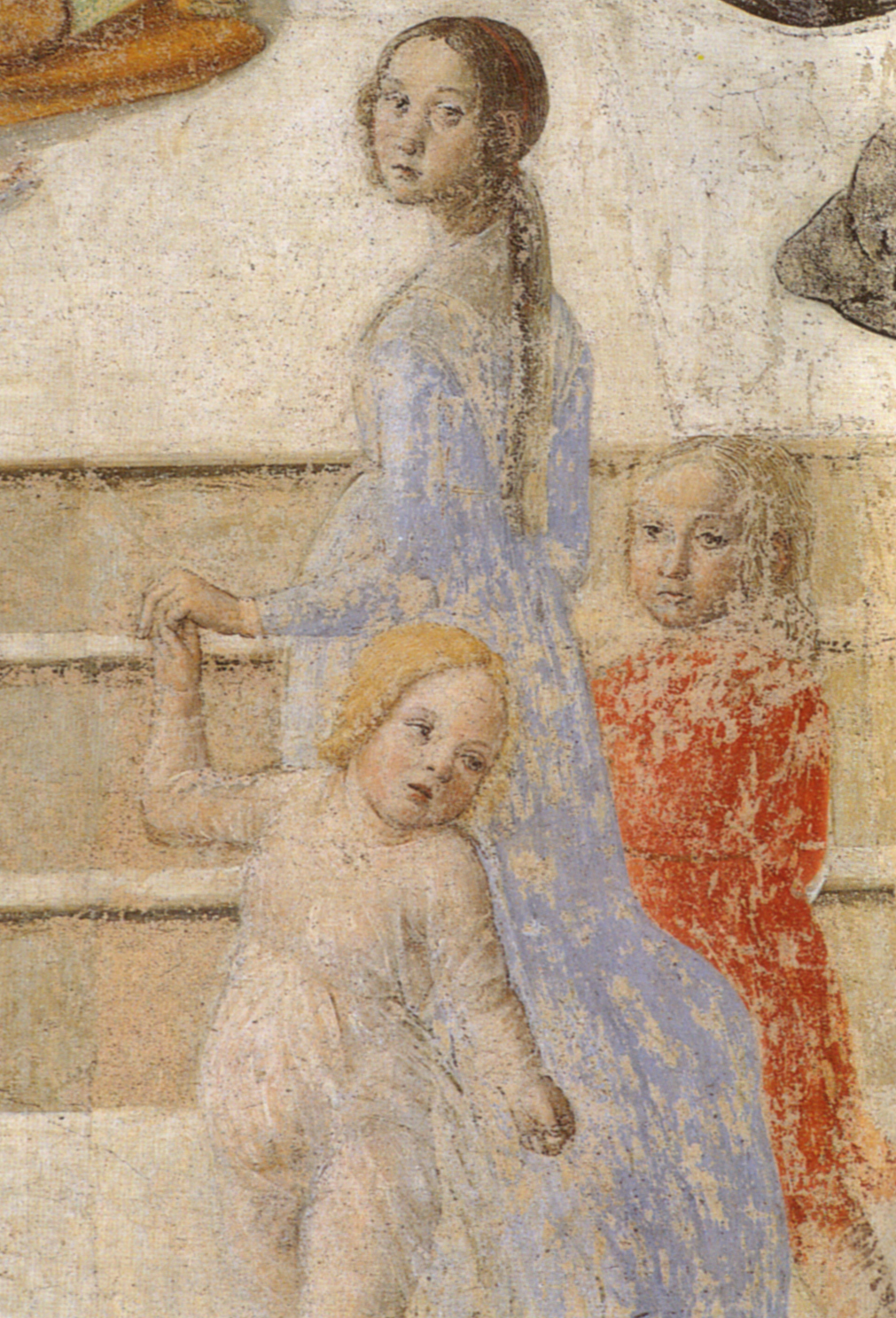
Dettaglio degli affreschi

Nel 1279 infatti Beatrice di Capraia dei Conti Guidi, di fazione guelfa, donò 20 lire per la decorazione del contenitore del sangue miracoloso e alcuni fondi nella zona per accogliere i pellegrini in visita al luogo dell'evento sovrannaturale. Dal 1317 al 1344 anche l'Arte dei Giudici e dei Notai, una delle più potenti della città, sostenne economicamente le celebrazioni per l'anniversario del miracolo, anche per allontanare qualsiasi sospetto di adesione alle idee ghibelline. Nel 1340 il sangue miracoloso venne portato in processione per scongiurare un grave pestilenza. Nel 1345 il mercante di lana Turino Baldesi, lontano discendente dei Guidi, donò ben tremila fiorini d'oro per la costruzione di una cappella in cui contenere la reliquia del miracolo "per l'anima sua e di suo fratello Giannotto".
Nel frattempo però l'organizzazione del culto del Corpus Domini era stato affidato ai domenicani di Santa Maria Novella, forti dell'"Ufficiatura" sull'argomento scritta dal domenicano Tommaso d'Aquino, lasciando Sant'Ambrogio e il suo miracolo in secondo piano. Se nel 1405 gli Ufficiali di Mercanzia, cioè del tribunale delle Arti, decisero di partecipare annualmente alla festa di Sant'Ambrogio prima della guerra contro Pisa, nel 1425 la Signoria, per un'analoga propiziazione in vista delle guerre di Milano, optò invece per la processione di Santa Maria Novella. Le stesse monache benedettine di Sant'Ambrogio avviarono a prediligere la celebrazione dell'Immacolata Concezione, caro a san Benedetto e sant'Ambrogio, titolare della chiesa, e nel 1431 il loro priore, messer Francesco Maringhi, commissionò a Filippo Lippi un'Incoronazione della Vergine (oggi agli Uffizi) che andò a decorare l'altare maggiore dove da più di un secolo si trovava il recipiente del sangue miracoloso.
Solo nel 1468 Domenico Maringhi, discendente di Francesco, fece costruire a destra dell'ingresso una nuova cappella con un tabernacolo in cui conservare l'ampolla miracolosa. Il tabernacolo era riquadrato dalla tavola con Angeli e i santi Ambrogio, Lorenzo, Giovanni e Caterina d'Alessandria adoranti di Alesso Baldovinetti.
Nel 1481 si decise di sistemare l'attuale cappella del Miracolo alla sinistra dell'altare maggiore, già patronata dalla famiglia Zati, quando la badessa stipulò un contratto con Mino da Fiesole per un nuovo tabernacolo marmoreo. Tra il maggio 1484 e l'agosto 1486 Cosimo Rosselli curò la decorazione ad affresco sulla parete libera, su quella attorno al tabernacolo e sulle volte, per un compenso di cento fiorini. Gli affreschi, dopo aver subito danni per un incendio nel 1595 e, soprattutto, per i danni dell'alluvione di Firenze del 1966, oggi sono in condizioni ottimali grazie al restauro avvenuto nel 2017 con i lavori condotti dalla restauratrice Lidia Cinelli e sostenuti dall'azienda fiorentina Unigum
Con la sistemazione definitiva della cappella il dipinto del Baldovinetti trovò posto su un altare della navata sinistra dove si trova tutt'oggi, mentre del tabernacolo originario si sa solo che fu venduto nel 1486 a Ruggieri Corbinelli.

## Descrizione

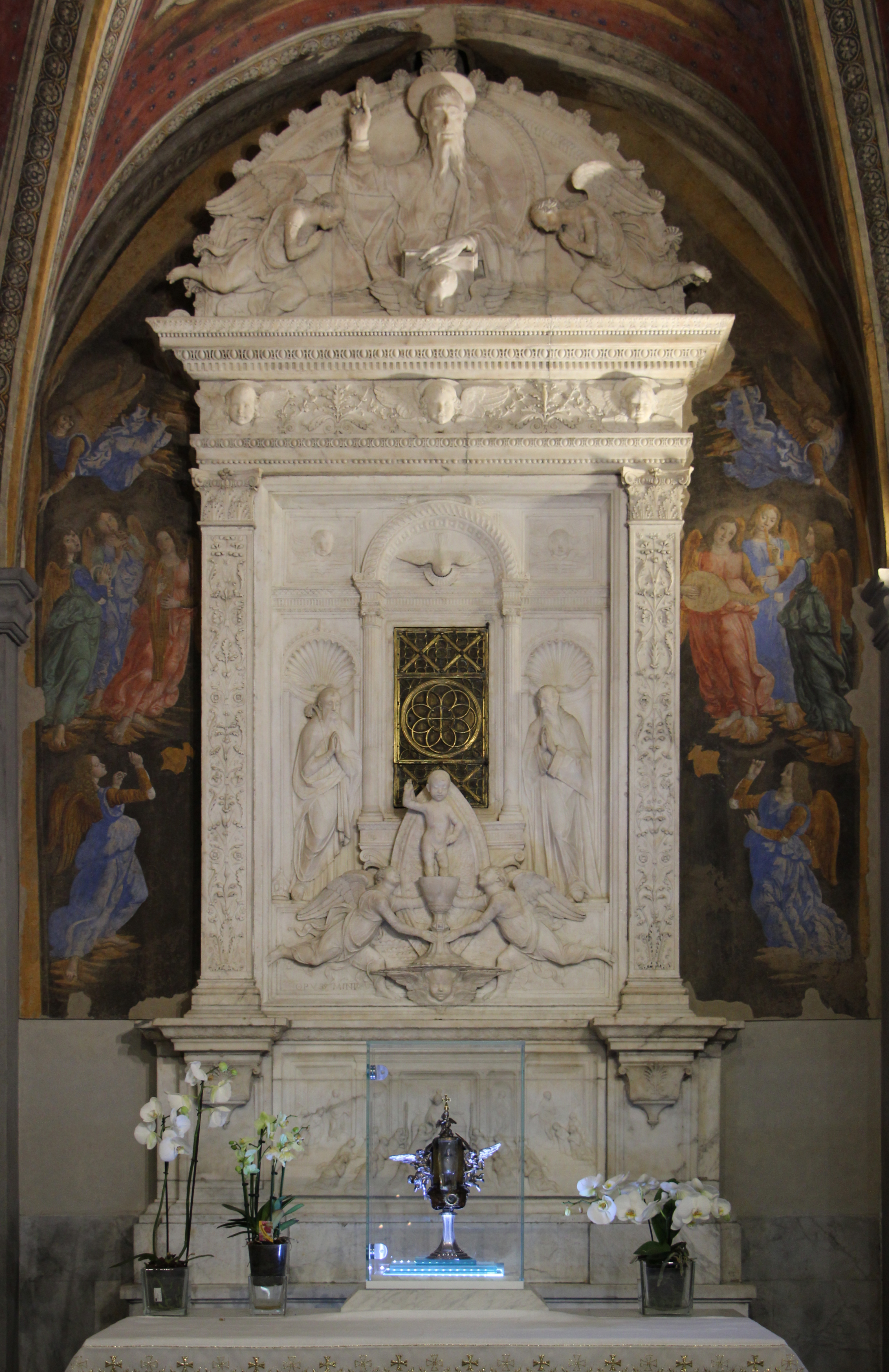
Tabernacolo di Mino da Fiesole

La cappella si trova a sinistra del presbiterio, rialzato di alcuni gradini. La pianta è rettangolare, aperta su due lati e recintata da una balaustra marmorea della fine del XVII-inizio del XVIII secolo.

### Il tabernacolo
Il tabernacolo di Mino da Fiesole occupa la parete di fondo ed ha le dimensioni di una pala d'altare marmorea. Vasari racconta che le monache erano rimaste impressionate dal tabernacolo dello scultore visto nel monastero delle Murate, e stipularono un contratto con lo scultore il 22 agosto 1481, che avrebbe dovuto essere finito in otto mesi per un costo di 160 fiorini, anche se alla fine furono necessari circa tre anni e mezzo.
Il riquadro centrale è infatti affiancato da due pilastrini con decorazione a bassorilievo con motivi vegetali e capitelli compositi, sormontati da un fregio di cherubini e da una lunetta con il Padre Eterno benedicente tra due angeli e un cherubino. Il ciborio al centro è incorniciato da una finta nicchia in stiacciato, affiancata da altre due in cui si trovano le rappresentazioni dei santi Ambrogio e Benedetto, rispettivamente titolare della chiesa e fondatore dell'ordine delle monache, entrambi in posizione simmetrica di orante. In alto invece si vede la colomba dello Spirito Santo tra due riquadri con cherubini. Più in basso due angeli in volo reggono il calice del miracolo, appoggiato su un cherubino, dal quale si manifesta Gesù Bambino benedicente entro una mandorla, ispirato al ciborio di San Lorenzo di Desiderio da Settignano. La sua posa riprende quella del Dio Padre in alto e, con la colomba, crea una rappresentazione della Trinità che rimanda al mistero dell'eucaristia in cui Cristo si manifesta come nutrimento dell'umanità. Lo sportello metallico, di gusto nordico, venne eseguito da Giusto da Firenze nel 1483-84. 
La base è decorata da un pannello a bassorilievo che ricorda una predella. Raffigura il prete Uguccione che affida la reliquia alla badessa di Sant'Ambrogio. La scena è composta in maniera simmetrica, con un doppio gruppo di oranti inginocchiati, tra cui alcune monache e alcuni notabili. Nelle nicchie ai lati dell'altare, in bassissimo rilievo, si vedono le personificazioni della Fede, col calice e la patena in una mano e la croce nell'altra, e della Speranza, con le mani giunte. Ai lati due donne aprono delle porte da cui entrano altri personaggi inginocchiati. L'opera è firmata "Opus Mini". Anticamente il tabernacolo era ravvivato da dorature, delle quali restano oggi alcune tracce.

### Gli affreschi

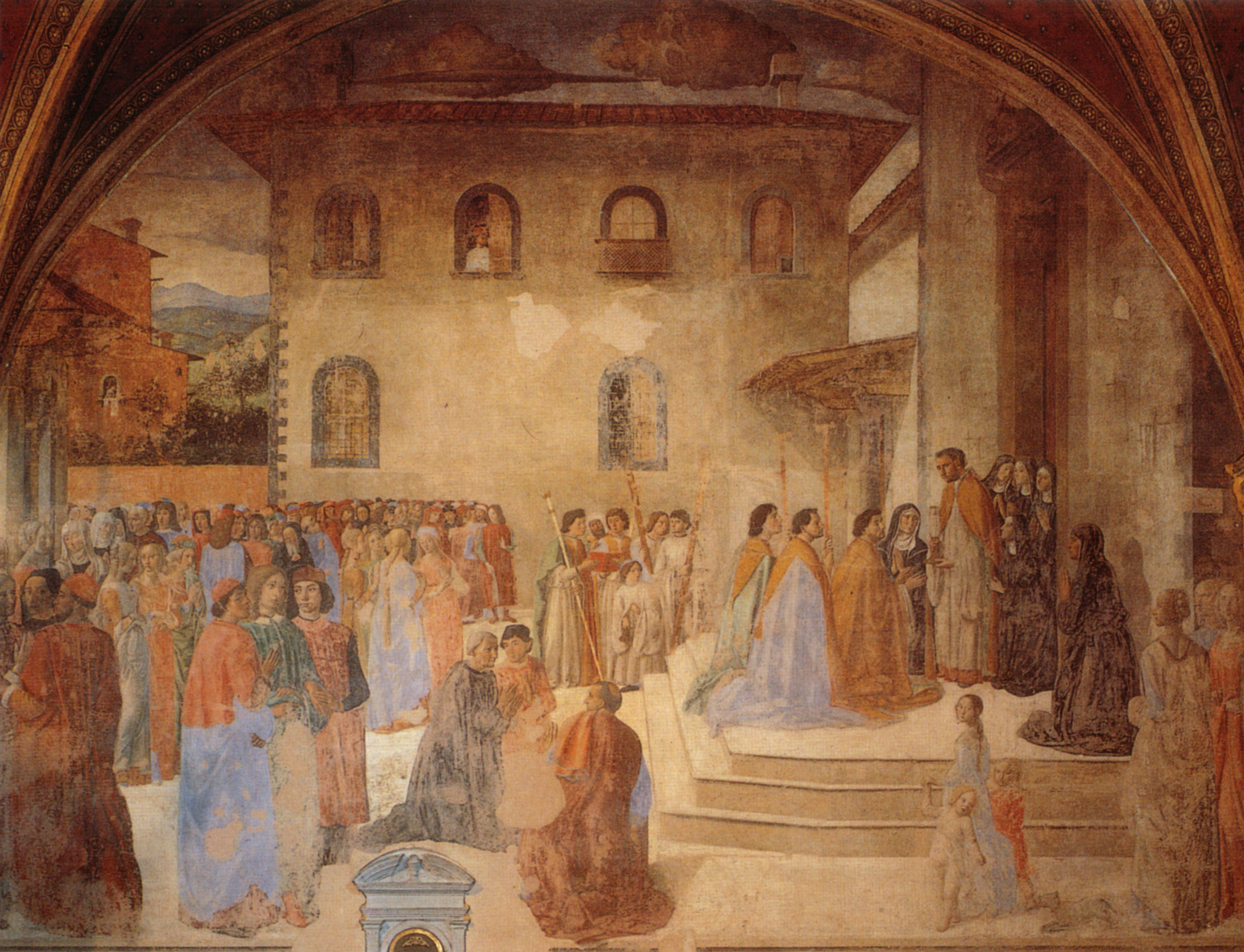
Il Miracolo del calice

Ai lati del tabernacolo Cosimo Rosselli affrescò gli angeli musicanti, in accordo con l'Officiatura del Corpus Domini scritta da Tommaso d'Aquino. Nella volta si trovano i Dottori della Chiesa sullo sfondo di un cielo punteggiato di stelle (oggi rosso, un tempo blu). Il lunettone sul lato sinistro presenta il Miracolo del Calice, probabilmente una rappresentazione dell'esposizione del 1340 che scongiurò al pestilenza. La scena venne considerata dal Vasari come la migliore del Rosselli a Firenze. Alla realizzazione dell'opera avrebbe contribuito anche il giovane Fra Bartolomeo, allievo del Rosselli.
La scena è tratta dal vero, ambientata nell'allora piazza antistante la chiesa, con una veduta laterale che ricorda da vicino l'impostazione della Sagra di Masaccio, altrettanto ricca di ritratti e fedele nella rappresentazione dei luoghi della città contemporanea. A destra si vede il sagrato della chiesa e al centro sullo sfondo un palazzo non più esistente. La scena principale si svolge a destra con un gruppo di preti e suore raccolto attorno all'ampolla miracolosa, tenuta in esposizione da un vescovo. L'ispirazione naturalistica traspare da vari dettagli: l'ombra che la monaca proietta sulla facciata bianca della chiesa, la finta finestra in alto a destra, rivelata da un riquadro in pietra serena che rappresenta la reale apertura, oppure la donna che stende i panni nella lontana costruzione sulla sinistra, vicino alla quale si apre un piacevole paesaggio della collina fiorentina. Molta cura è riposta nella descrizione di vesti, acconciature e copricapo, soprattutto delle donne.
La fanciulla che conduce per mano due bambini e si volta verso lo spettatore non è presente nella sinopia, ed ha la funzione di richiamare lo sguardo dello spettatore stabilendo un contatto visivo, per dirigerlo poi verso il cuore dell'azione tramite il gioco delle linee di forza.

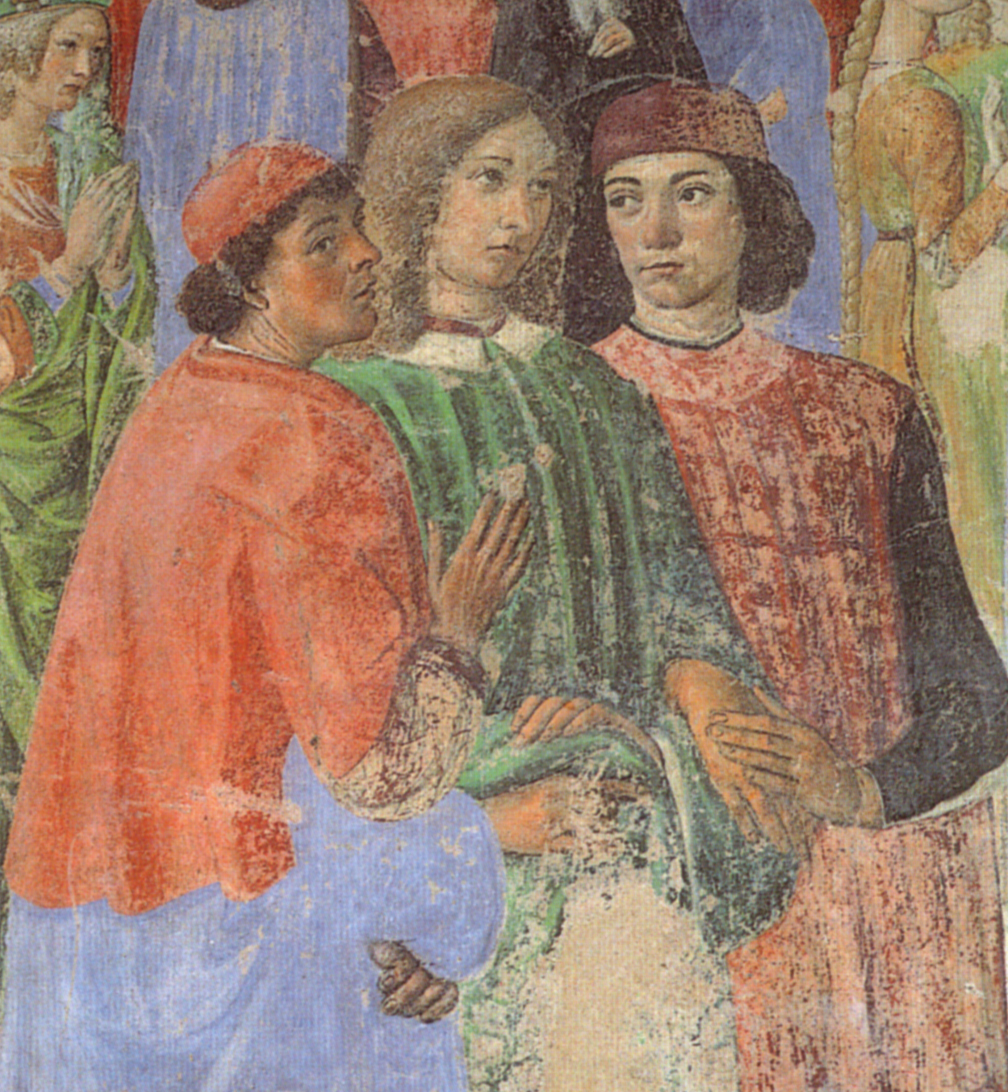
Il gruppo degli umanisti

Il corteo, consuetamente diviso tra uomini e donne, è ricco di ritratti, come riporta anche Vasari. All'estrema sinistra si trova ad esempio l'autoritratto del Rosselli, che guarda verso lo spettatore. Spicca poi il gruppo di tre giovani al centro: si tratta, da sinistra, dei neoplatonici Marsilio Ficino, Giovanni Pico della Mirandola e Agnolo Poliziano. Tra questi spicca al centro il ritratto di Pico della Mirandola, vestito di verde e con il tipico caschetto, che venne copiato per la galleria di uomini illustri di Paolo Giovio. L'intreccio di mani con i colleghi, che sembrano confortarlo e dargli forza, si rifà probabilmente a un argomento di attualità: le sue tesi filosofiche, presentate in quegli anni al papa, avevano destato scalpore e in particolare la tesi n.13, proprio sull'argomento dell'eucaristia, gli aveva valso la scomunica e, di lì a poco, un breve arresto nel 1488.
I tre anziani inginocchiati davanti al sagrato non sono sicuramente identificabili: forse quello vestito di nero, in posizione preminente, è un personaggio di casa Medici. Colui che riceve il reliquiario davanti alla porta della chiesa è messer Francesco di Stefano della Torre, dietro a cui si vede a mani giunte la badessa Maria de' Barbadori.
Dell'affresco si conosce anche la sinopia, che oggi si trova staccata e appesa sulla parete subito prima della cappella. Essa è interessante sia per le linee guida nella parte superiore, d'aiuto per il posizionamento prospettico degli edifici, sia perché i corpi, a differenza dell'affresco, sono disegnati senza le vesti in alcuni particolari, probabilmente per aiutare l'artista a ricordarsi meglio dei volumi che i drappeggi dovevano coprire. Inoltre si apprendono alcune modifiche intervenute in corso d'opera: l'uomo inginocchiato di fronte al calice inizialmente avrebbe dovuto avere gli attributi di san Benedetto (barba, tonsura e abito monastico con cappuccio) e il ritratto di Pico della Mirandola doveva trovarsi nel gruppo dei tre a sinistra. Il gioco di linee e di sguardi della scena conduce poi verso destra, verso il tabernacolo marmoreo del miracolo.
I colori anticamente dovevano essere molto più squillanti, come tipico del Rosselli, con finiture d'oro, come nella Cappella Sistina a cui peraltro il Rosselli aveva da poco finito di lavorare.

### Il reliquiario

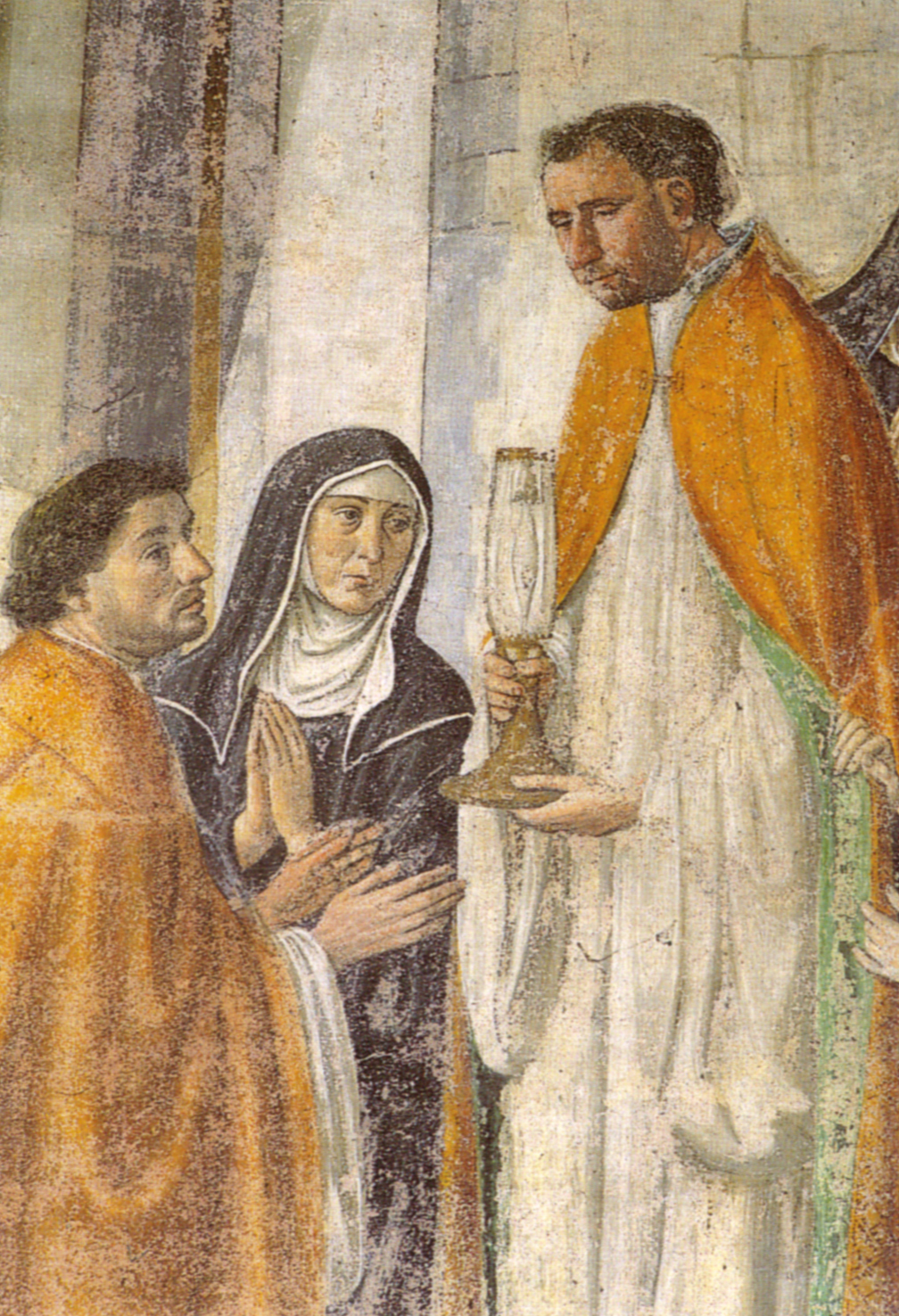
L'ostensione del reliquiario

Il primo reliquiario dell'ampolla del sangue miracoloso venne fatto, stando alla testimonianza di un breviario scritto dalle monache stesse, all'epoca del vescovo Ardengo Trotti (1231-1247), che ne ebbe in sogno l'esortazione. Si trattava di un'urna d'avorio con decorazione in porpora di bisso e intarsi in lamina d'oro. Di questo antico contenitore non vi è traccia, se non nella testimonianza iconografica dell'affresco del Rosselli, mentre quello odierno risale al 1511, ad opera dell'orefice non altrimenti conosciuto Bartolomeo di Piero Sasso. Non è chiaro però se la nuova opera fu fatta ex novo o se si trattò di un riadattamento del cofanetto precedente.
Oggi il sangue del miracolo si trova in un'ampolla protetta da un corpo cilindrico di cristallo. Il reliquiario che lo contiene è in argento parzialmente dorato, che ricorda un ostensorio nella forma. La base esagonale è slanciata, con una cornice punzonata a ovuli e separata dal fusto da una modanatura liscia. La parte superiore è composta da una nicchia che contiene il raccordo che tiene la teca di cristallo saldata al fusto, con due cerchi di metallo che lo abbracciano e lo sostengono, leggermente dentellati.
Ai lati della nicchia sono appesi due angeli in volo e sulla sommità si trova un terzo angioletto che regge un pomello allungato che regge l'elemento circolare dell'ostensorio, realizzato in epoca moderna con testine di angeli, raggi e nuvolette. I due angeli laterali, lavorati a sbalzo e cesello, sono di notevole fattura, con un'attenzione ai loro gesti, differenziati per evitare la rigidità di una simmetria troppo marcata. I panneggi sono fluidi e armoniosi, denotando una considerevole abilità esecutiva dell'artefice.

### Altri arredi
Nella cappella si trovavano anche due angeli reggicandela in terracotta policroma invetriata di Giovanni della Robbia, risalenti al 1513.